# Lucio Ciotola
 (Napoli, 2 settembre 1957) è un comico italiano.
Conta apparizioni sia in campo teatrale che televisivo, nonché direttore artistico di manifestazioni e laboratori di drammatizzazione con la propria Associazione laboratori di Teatro Napoletano e di Cabaret.

## Teatro
Dal 1989 al 1991 con la compagnia Gli Ipocriti con Nello Mascia
Dal 1992 al 1998 con la compagnia di Luigi De Filippo
Dal 1999 ad oggi con varie compagnie insieme a Carlo Croccolo, Benedetto Casillo, Gianfranco Gallo, Teatro Sannazaro, e protagonista in compagnie proprie.

## Filmografia parziale

### Cinema
- Piedone l'africano, regia di Steno (1978)
- No grazie, il caffè mi rende nervoso, regia di Lodovico Gasparini (1982)
- Mi manda Picone, regia di Nanni Loy (1983)
- Separati in casa, regia di Riccardo Pazzaglia (1986)
- Quel ragazzo della curva B, regia di Romano Scandariato (1987)
- Amore e libertà - Masaniello, regia di Angelo Antonucci (2001)
- Rosa Funzeca, regia di Aurelio Grimaldi (2002)
- Si accettano miracoli, regia di Alessandro Siani (2015)

### Televisione
- Don Tonino (1989)
- Un posto al sole (1997)
- Anni '50, regia di Carlo Vanzina (1998)
- Dio ci ha creato gratis, regia di Angelo Antonucci (1998)
- La squadra (2001)
- La vita come viene (2018) - webserie, regia di Brando Improta
- Nonn' AbbaDonato (2020) - webserie (anche autore)
- Citofonare Rai Due -(2023/24) con Paola Perego, Simona Ventura, Gene Gnocchi , Valeria Graci